# Conecuh County
Conecuh County is een county in de Amerikaanse staat Alabama.
De county heeft een landoppervlakte van 2.204 km² en telt 14.089 inwoners (volkstelling 2000). De hoofdplaats is Evergreen.

## Bevolkingsontwikkeling

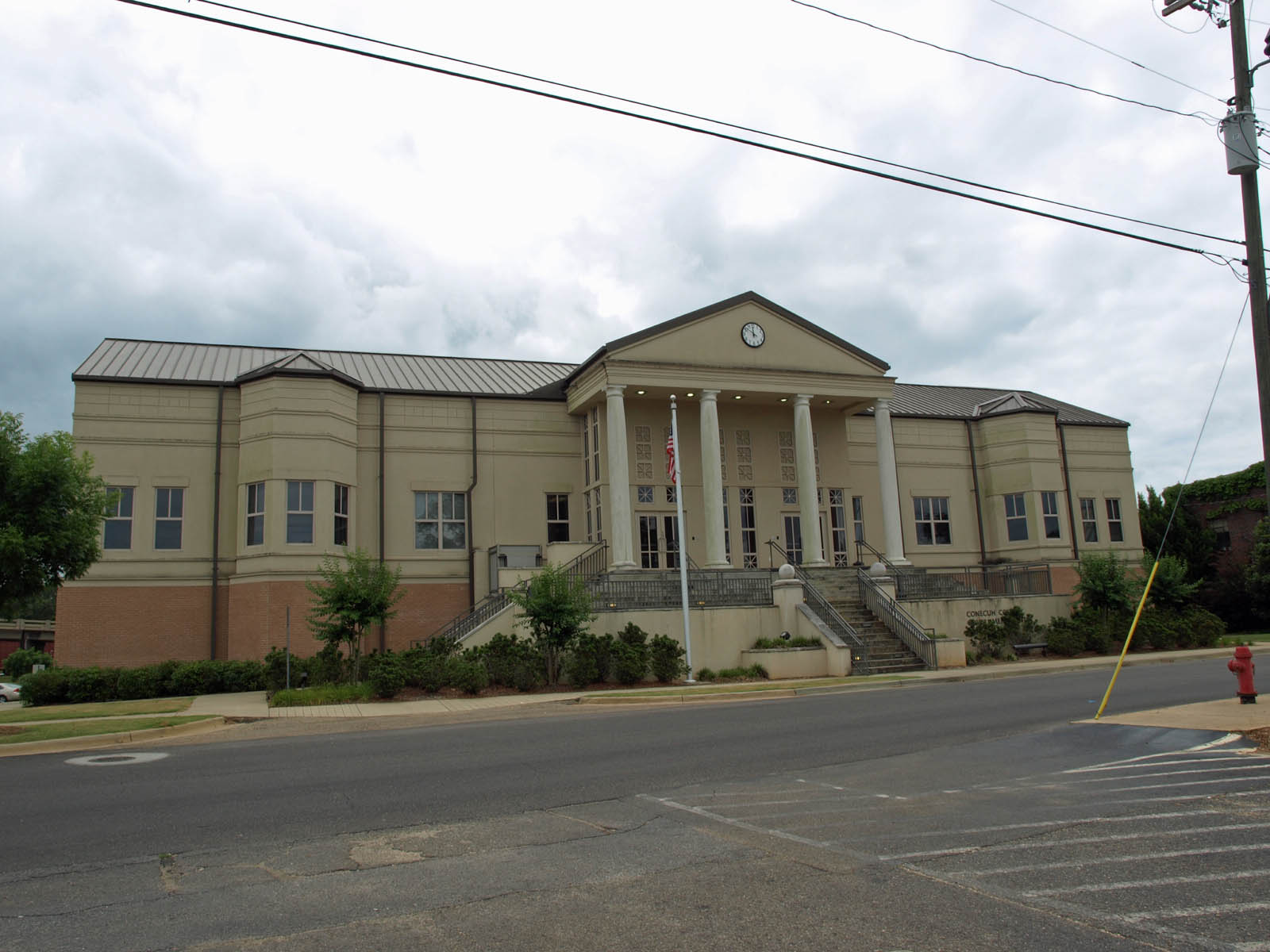
Conecuh County Courthouse